# Lake Station
Lake Station é uma cidade localizada no estado americano de Indiana, no Condado de Lake.

## Demografia
Segundo o censo americano de 2000, a sua população era de 13.948 habitantes.
Em 2006, foi estimada uma população de 13.467, um decréscimo de 481 (-3.4%).

## Geografia
De acordo com o United States Census Bureau tem uma área de
21,9 km², dos quais 21,5 km² cobertos por terra e 0,4 km² cobertos por água.

## Localidades na vizinhança
O diagrama seguinte representa as localidades num raio de 8 km ao redor de Lake Station.